# 利尼翁河畔圣莫里斯
利尼翁河畔圣莫里斯（法語：Saint-Maurice-de-Lignon，法語發音：[sɛ̃ mɔʁis də liɲɔ̃]），或纯音译作圣莫里斯德利尼翁，是法国上卢瓦尔省的一个市镇，属于伊桑若区。

## 地理
利尼翁河畔圣莫里斯（45°13'27"N, 4°8'20"E）面积30.23 平方千米，位于法国奥弗涅-罗讷-阿尔卑斯大区上盧瓦爾省，该省份为法国中南部省份，北起多姆山省和卢瓦尔省，西接康塔爾省，南至洛泽尔省，东临阿尔代什省。
与利尼翁河畔圣莫里斯接壤的市镇（或旧市镇、城区）包括：博村、博扎克、格拉扎克、卢瓦尔河畔莫尼斯特罗勒、莱维莱特、伊桑若。

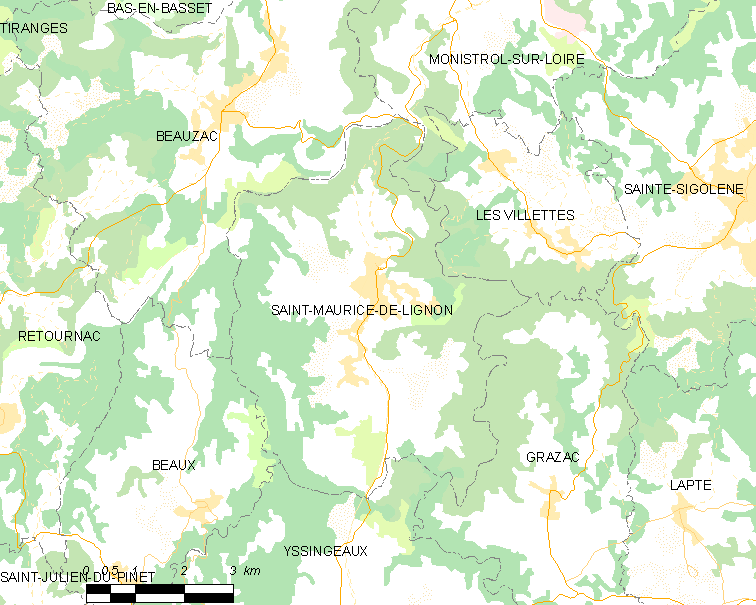
利尼翁河畔圣莫里斯的OSM定位图

利尼翁河畔圣莫里斯的时区为UTC+01:00、UTC+02:00（夏令时）。

## 行政
利尼翁河畔圣莫里斯的邮政编码为43200，INSEE市镇编码为43211。

## 政治
利尼翁河畔圣莫里斯所属的省级选区为卢瓦尔河畔莫尼斯特罗勒县。

## 人口

1962-2008年间利尼翁河畔圣莫里斯人口变化图示

利尼翁河畔圣莫里斯于2022年1月1日时的人口数量为2666人。